# Wonder Twins
I Wonder Twins (o Gemelli Meraviglia), Zan e Jayna, sono due supereroi extraterrestri, creati per la serie d'animazione The All-New Super Friends Hour del 1977, trasmessa dal network statunitense ABC. Lo show televisivo è incentrato sul team The Super Friends una versione alternativa della Justice League of America della DC Comics. Debuttano in un fumetto della DC sull'albo The Super Friends n. 7 (del 1977), degli autori E. Nelson Bridwell e Ramona Fradon. Le storie non sono però in continuity con l'universo narrativo DC, la cui linea temporale primaria era denominata Earth-One. Una versione moderna dei Gemelli debuttò in Extreme Justice n. 9, realizzato da Ivan Velex e Al Rio, pubblicato nell'ottobre 1995. In questo caso i due gemelli sono inseriti nella continuity post-Crisis della DC, ovvero degli albi supereroistici pubblicati dopo il 1986.
Nel 2019 ottengono la prima serie a loro dedicata, si tratta di una limited-series di 6 albi, dal titolo Wonder Twins e pubblicata per l'imprint Wonder Comics creato da Brian Michael Bendis.

## Storia editoriale
La coppia debuttò in, The All-New Super Friends Hour; poi comparvero in, The World's Greatest Super Friends, I Superamici, e in Super Friends: The Legendary Super Power Show. Zan e Jayna sono nativi del pianeta Exxor, e vennero addestrati dai Supereroi. A differenza dei loro predecessori, Wendy Harris e Marvin White, questa coppia, grazie alle loro abilità, era in grado di aiutare attivamente i loro compagni.
I personaggi vennero successivamente introdotti nel fumetto, I Superamici, e negli anni novanta furono inseriti nell'Universo DC grazie alla serie Extreme Justice. Quest'ultima riscrisse le loro origini.

## Biografia del personaggio

### Extreme Justice
I gemelli furono presentati come schiavi evasi da un dittatore alieno. Incapaci di parlare alcuna lingua terrestre, attaccarono involontariamente sia alcuni civili che la Justice League of America. Durante il loro scontro contro i supereroi, Zan divenne un golem di ghiaccio, un mostro d'acqua, e un vortice dall'aspetto demoniaco, mentre Jayna divenne un grifone, un lupo mannaro ed infine un serpente marino. Il duo fu poi emancipato dalla J.L.A. e si unirono alla squadra di Capitan Atomo nell'album n. 16, pubblicato del maggio 1996.

### Gli Elementi dell'Universo
Si scoprì che Zan e Jayna, per diritto di nascita, erano due dei protettori di Exor. "Elementi dell'Universo" fu il nome assegnato ad un gruppo di cinque coppie di gemelli reali di Exor, e ogni coppia possedeva poteri elementali, tra i quali, il fuoco, l'amore, il vapore, le piante, il suono, il metallo e l'ombra.
Successivamente aiutarono a vendicare l'assassinio dei genitori di Empress, indossando uniformi simili ad una maglietta e un paio di jeans. I Gemelli Meraviglia adoravano il sapore dei CD, poiché, letteralmente, "divorarono" alcuni dischi preferiti di Wonder Girl.

## Poteri e abilità
I poteri dei Gemelli Meraviglia venivano attivati quando la coppia era in contatto e pronunciava la frase, "Potere dei Gemelli Meraviglia attivato!". Questa frase in realtà non era necessaria, ma solo un'abitudine. Il contatto fisico, d'altro canto, era richiesto. Se i due non riuscivano a toccarsi, non erano in grado di attivare i propri poteri. Mentre stavano per trasformarsi, i due dovevano annunciare in cosa stavano per mutare: "Forma di...".

### Zan
Zan era in grado di trasformarsi in ogni stato dell'acqua, solido, liquido, gassoso, ed aggiungere massa acquea a quella già presente, a condizione di trovarne altra nelle vicinanze. Nel caso di trasformazione in ghiaccio, poteva scegliere la forma da prendere, da, umanoide di ghiaccio di più di 150 metri d'altezza, fino ad una gabbia robusta abbastanza per trattenere prigioniero un criminale, fino ad una macchina complessa, come per esempio il motore di un razzo. Ad un certo punto fu in grado di prendere una forma gelatinosa, e, in un'altra occasione, si tramutò in azoto liquido. Inoltre, poteva tramutarsi in un disturbo atmosferico estremo, per esempio un blizzard, una tromba marina o un tifone.

### Jayna
Jayna era in grado di tramutare nella forma di qualsiasi animale, sia esso reale, mitologico, estinto o alieno similmente a Beast Boy. Non era necessario che pronunciasse qualche frase particolare per affermare in quale forma mutare, doveva solo conoscere il nome dell'animale scelto. Nominando il nome sbagliato le avrebbe fatto assumere la forma errata. 

### Nei fumetti
Nel fumetto, I Superamici, i loro poteri erano aumentati. Trasformandosi in un animale kryptoniano, per esempio, Jayna ne assumeva sia le abilità fisiche che i super poteri che tutti i kryptoniani assumevano nell'atmosfera terrestre. Era anche in grado di sopraffare Superman trasformandosi in un animale kryptoniano. Similarmente, Zan fu in grado di trasformarsi in qualsiasi cosa correlato all'acqua o al ghiaccio, compreso un gigante ghiacciato.
In aggiunta ai loro poteri di trasformazione, i due condividevano una connessione telepatica, in questo modo potevano comunicare istantaneamente, soprattutto in caso di necessità. Un raro aspetto dei loro poteri era l'abilità di spezzare i "controlli mentali": in due occasioni, "Invasion of the Earthors" e "Circus of Horrors", mentre i Gemelli erano sotto l'influenza di un controllo mentale Gleek li fece entrare in contatto, e l'attivazione dei loro poteri li liberò all'istante.
I Gemelli Meraviglia possedevano una scimmia spaziale domestica chiamata Gleek dotata di una coda prensile e poteva fungere da conduttore per l'attivazione dei poteri dei gemelli nel caso che fossero stati troppo lontani per toccarsi. Gleek fu anche il loro corriere quando i Gemelli avevano bisogno di viaggiare: Jayna si trasformava solitamente in una grossa aquila, e Zan si trasformava in acqua "saltando" in un secchio che Gleek avrebbe tenuto mentre si trovava sul dorso di Jayna nella sua forma animale.

## Altre versioni
Secondo la serie a fumetti, I Superamici, Zan e Jayna sono due metaumani originari del pianeta Exor, geneticamente modificati da un'antica razza Exoriana di mutaforma. I loro genitori morirono durante una piaga, quando i due erano ancora piccoli, e, a causa delle loro origini, nessun Exoriano volle adottarli. Furono poi adottati dal proprietario di un circo spaziale che li volle utilizzare come fenomeni da baraccone. Fortunatamente, il clown del circo, chiamato anche il "crea-risate", era un uomo gentile e fu lui a crescerli, e fu sempre lui a donare loro la scimmia Gleek. Infine, giunti alla pubertà, il duo fuggì dal circo nascondendosi su un pianeta dove il criminale spaziale Grax, uno dei nemici di Superman, aveva stabilito il suo quartier generale.
La coppia spiò Grax, scoprendo che stava pianificando la distruzione del pianeta Terra utilizzando super bombe nascoste. I gemelli decisero così di viaggiare fino alla Terra per avvertire la Justice League. Fu anche il motivo per cui sostituirono Wendy e Marvin come spalle. i Supereroi riuscirono a trovare un luogo nel quale ragazzi potessero vivere, grazie al Professor Carter Nichols, e a loro furono assegnate le identità di Johan e Johanna Fleming. Si pensò così che "Johan" e "Johanna" fossero due studenti stranieri provenienti da Esko in Svezia, travestiti con parrucche bionde, e frequentarono la Gotham City High School.

## Altri media

### Teen Titans Go!
- Nell'episodio n. 9, "Sei licenziato!", Beast Boy viene mandato via dai Teen Titans. Il gruppo cerca tra i vari supereroi un altro dotato del potere della metamorfosi animale. I Gemelli Meraviglia si presentano alle audizioni, ma viene ammessa solo Jayna, mentre Zan viene assunto come receptionist. Non accettando il licenziamento, Beast Boy vuole sabotare Jayna scegliendo Zan come complice. I due, prima si nascondono per impedire a Jayna di potersi trasformare durante una battaglia, poi Beast Boy le suggerisce l'animale sbagliato facendola diventare un bradipo e infine Zan si trasforma in ghiaccio facendo scivolare la sorella, trasformatasi in rinoceronte, mentre sta caricando, facendole così colpire i Teen Titans. Beast Boy si presenta al gruppo pronto a riprendere il suo posto, ma i Titans si sono affezionati a Jayna e sono a conoscenza del complotto per mandarla via. Zan, dopo essere stato usato come acqua per un pediluvio, si arrabbia e se ne va verso il mare per disperdersi, ma Beast Boy, trasformandosi in pellicano, lo afferra al volo, riportandolo alla torre. I gemelli decidono così di lasciare entrambi i Teen Titans, recandosi verso il mare sotto forma di polipo che pedala un monociclo di ghiaccio, sotto gli occhi straniti di Cyborg e Corvina. Beast Boy viene poi riassunto come receptionist.

### Justice League Unlimited
- Nell'episodio Una banda pericolosa, si possono vedere le statue dei gemelli all'interno del museo dedicato ai supereroi. Più avanti, nella stessa scena, le due statue vengono distrutte nel corso della battaglia tra la Justice League e i criminali.
- Due personaggi chiamati Downpour e Shifter comparvero nell'episodio, Ultimatum. I due sono membri degli Ultimen, un gruppo di supereroi creati dal governo. Il gruppo è una pastiche degli eroi creati per la serie Superamici, mentre Downpour e Shifter sono due riferimenti ai Gemelli Meraviglia. Downpour e sua sorella gemella, Shifter, avevano pelle bianca, occhi rosa e orecchie a punta. Cloni dei personaggi comparvero poi nell'episodio, Panico nei cieli.

### Smallville
- Zan e Jayna comparvero nell'episodio, Il simbolo della 9ª stagione della serie televisiva Smallville, trasmessa dal 13 novembre 2009. Entrambi possedevano un telefono cellulare con sopra un'immagine di Gleek, nonché la risata di Gleek come suoneria. Anche se erano esplicitamente definiti alieni, si comprese che provenivano da un altro pianeta, ma affermavano di essere di discendenza svedese, così da spiegare il suono dei loro nomi. I due sembravano ossessionati dalla "Macchia"[12], tentando di impersonarlo, così da costruirgli una fama positiva. Inviarono una gabbia alla reporter Lois Lane che conteneva numerosi spacciatori legati ed imbavagliati che si rivelarono invece poliziotti sotto copertura che Zan e Jayna acciuffarono per puro sbaglio, rovinando così l'investigazione della polizia. Mentre tentavano di fermare un furto in una gioielleria causarono un accidentale blackout in tutta Metropolis, e scoperti da Clark e Chloe. Dopo essere stati convinti a non riprendere più l'attività di vigilantes, Zan e Jayna dimostrarono il loro valore quando Lois venne lanciata giù dal tetto del Daily Planet da un politico corrotto che voleva smascherare la "Macchia". Jayna si trasformò in un cane, catturò il politico mentre questi stava tentando di fuggire, mentre Zan si tramutò in un'enorme nuvola di nebbia, fornendo a Clark Kent un modo per fare atterrare Lois inosservato senza che questa si ferisse. Dopo di ciò, I Gemelli furono incoraggiati da Clark a continuare le loro gesta supereroiche al di fuori di Metropolis, creandosi una loro reputazione invece di emulare la sua.

### Cinema
Nel 2022 viene annunciato un film dedicato ai due personaggi dal titolo Wonder Twins, destinato alla piattaforma HBO Max. Il film sarà diretto da Adam Sztykiel e interpretato nei due ruoli principali dagli attori KJ Apa e Isabel May.
Il film è stato tuttavia cancellato.